# Еустратие Дабижа
Еустратие Дабижа (молд. Еустратие Дабижа) — господарь Молдавского княжества с 19 (29) сентября 1661 по 11 сентября 1665 года.
Еустратие Дабижа был молдавским боярином из цинута Путна. В 1657 году был ворником. В сентябре 1661 года стал господарём Молдавии. В 1662 году принял участие в турецкой кампании против немцев в Венгрии. Организовал в Сучаве монетный двор, где печатал медные деньги. Выпускал поддельные шведские и ливонские шиллинги и риксдалеры. Ввёл новые налоги. Умер 11 сентября 1665 года, похоронен в монастыре Бырнова, строительство которого началось при Мироне Барновском и завершилось при Дабиже.
Известно со слов И. П. Липранди, что в период ссылки на юг Пушкин написал по материалам молдавских легенд повесть «Дафна и Дабижа, молдавское предание 1663 года» (вместе с другой повестью «Дука»). По утверждению Липранди, у него находились копии пушкинских записей; это подтвердилось при находке в 1961 году описи библиотеки Липранди. Фабулы данных преданий печатались в 1830 и в 1838 гг. Болеславом и Александром Хиждеу.